# Zea perennis
 (octobre 2017).
Si vous disposez d'ouvrages ou d'articles de référence ou si vous connaissez des sites web de qualité traitant du thème abordé ici, merci de compléter l'article en donnant les références utiles à sa vérifiabilité et en les liant à la section « Notes et références ».
Espèce
Classification phylogénétique
Zea perennis  est une plante tropicale herbacée vivace de la famille des Poacées. Cette téosinte est endémique aux États-Unis.

## Répartition
Aire très restreinte à une altitude de 1 500-2 000 m sur le flanc nord du volcan de Colima dans l'État de Jalisco au Mexique.

## Description
1,5-2 m de haut
D'une morphologie assez semblable à perennis, il peut en être distingué par les panicules mâles érigés et seulement au nombre de 2 à 8 et par ces rhizomes qui ne sont jamais tubérisés.
Il présente naturellement une fertilité pollinique assez basse (~38 %) due à des aberrations chromosomiques (contre plus de 97 % pour le maïs).
Partageant le même habitat mais avec des périodes de floraison différentes, c'est probablement un allotétraploïde parapatrique de Zea diploperennis.

## Génétique
C'est la seule espèce du genre Zea qui soit naturellement tétraploïde (2n=4x=40).
De récentes analyses montrent que cette espèce et diploperennis ont toutes deux des gènes du groupe Zea mays ce qui montrerait une divergence assez récente.
Bien que son hybridation avec un Zea diploïde donne un triploïde stérile, des essais ont eu lieu avec le maïs cultivé avec un taux de réussite de 33 %. Cette hybridation est étudiée pour sa tolérance aux climats chauds et secs, sa résistance aux maladies et prédateurs, sa capacité de tallage importante, et sa caractéristique pérenne mais l'introgression dans le maïs est impossible car entrainant l'élimination des gènes de perennis.

## Utilisation
Il existe une variété d'ornement à feuilles panachées.